# Anthologie alter und neuer Musik für Klavier
Die Anthologie alter und neuer Musik für Klavier, im italienischen Original: Antologia di musica antica e moderna, ist eine umfangreiche Anthologie mit alter und neuer Klaviermusik, die Anfang der 1930er Jahre von dem italienischen Pianisten und Komponisten Gino Tagliapietra (1887–1954) herausgegeben wurde.
Die Reihe umfasst insgesamt achtzehn Bände und erschien 1931 und 1934 bei Ricordi in Mailand. Nach der Zählung von Maria Girardi enthält sie 519 Kompositionen von 157 Komponisten. Den einzelnen Heften vorangestellt sind biographische und bibliographische Anmerkungen zu den darin enthaltenen Komponisten. Einen breiten Raum nehmen italienische Komponisten darin ein, in überragender Stellung der Komponist Frescobaldi (Band 4 und 5). Ins Deutsche übersetzt und revidiert wurde der begleitende Text von dem Musikwissenschaftler Willi Apel.

## Übersicht
Anm.: Die in der folgenden Auflistung zum Teil übernommenen italienischen Bezeichnungen, Schreibungen bzw. Übersetzungen sollen langfristig gegen Originalbezeichnungen bzw. deutsche Übersetzungen usw. ausgetauscht werden.

### Erster Band
- Filippo Verdelotto:

Madrigale IV. "Madonna, qual certezza haver si può"
- Adrian Willaert:

Ricercare a tre parti.
- Luis Milán:

Fantasia (Libro de música de vihuela de mano intitulado).
Fantasia (trascrizione libera).
Pezzo festoso (Tañer de gala).
Pezzo festoso (Tañer de gala) (trascrizione libera).
Pavana III. Pavana III (trascrizione libera).
Pavana IV.
Pavana IV (trascrizione libera).
- G. Cavazzoni:

Ricercare a quattro parti.
Ricercare III. Inno: Deus tuorum militum.
Inno: Pange lingua.
Gloria Patri, dal magnificat del I. tono.
Canzona a quattro parti, sopra la "I le bel e bon"
- A. de Mudarra:

Romanesca "O guardame las vacas".
Romanesca "O guardame las vacas" (trascrizione libera).
Pavane.
Pavane (trascrizione libera).
Gagliarda.
Gagliarda (trascrizione libera).
- M. de Fuenllana:

Fantasia sopra un "passo forçado" Ut Re Mi Fa Sol La
- G. Bermudo:

Tiento.
- C. de Rore:

Anch'or che co'l partire, madrigale.
Anch'or che co'l partire, madrigale (tabulato da Andrea Gabrieli).
- A. Gabrieli:

Canzon ariosa.
Ricercare del III. tono.
Fantasia allegra.
- A. de Cabezon:

Tiento.
Interludio sul "Pange lingua".
Ancol que col partire, madrigale.
Fuga a quattro parti.
- A. Padovano:

Ricercare del XII. tono.
Toccata del VI. tono

### Zweiter Band
- C. Merulo:

Toccata del III. tono.
Toccata dell'XI. tono, detto V.
Toccata del II. tono.
Ricercare del XII. tono.
- L. Luzzaschi:

Canzone a quattro parti.
Ricercare del I. tono.
Toccata del IV. tono.
- W. Byrd:

Callino casturame.
John come kisse me now.
The bells.
Coranto.
The Earle of Oxfords Marche.
Alman. Ut Re Mi Fa Sol La.
- T. Morley:

Nancie.
- G. Gabrieli:

Canzone detta "La spiritata".
Ricercare.
Toccata del II. tono.
Ricercare a quattro voci del X. tono.
Fantasia del IV. tono.
Toccata.
Fantasia del VI. tono.
Ricercare del VII. e VIII. tono.
Fuga del IX. tono.
- F. Richardson:

Pavana.
- P. Philips:

Pavana.
Galliardo (gagliarda).
- G. Farnaby:

Spagnioletta.
Rosasolis.
The new sa-hoo.
A toye

### Dritter Band
- J. P. Sweelinck:

Sei variazioni sulla melodia: Mein junges Leben hat ein End.
Pavana Philippi.
Capriccio.
Ut Re Mi Fa Sol La, a quattro parti.
- J. Mundy:

Fantasia.
Goe from my window.
- J. Bull:

Preludio.
The king's hunting jigg.
The king's hunt.
Praeludium.
Pavana.
The Duke of Brunswick's alman.
The Duchesse of Brunswick's toye.
Fantasia sopra la fuga di J. P. Sweelinck.
- J. Titelouze:

Urbs Jerusalem, I. – III. versetto.
- H. L. Hassler:

Ricercare a quattro parti.
Gagliarda.
Gagliarda.
Ballata.
Tertia intrada.
- A. Banchieri:

Sonata in aria francese.
Sinfonia I. senza parole (canzon in aria francese).
Sonata I. – VI. (Fuga plagale, Fuga triplice, Fuga grave, Fuge cromatica, Fuga armonica, fuge duplicata).
La battaglia.
- C. Erbach:

Ricercare.
- B. Praetorius:

Paduana.
Gagliarda.
- O. Gibbons:

Preludio.
Gagliarda.
Pavana.
The woods so wilde

### Vierter Band
- Girolamo Frescobaldi:

Fantasia II., sopra un soggetto solo.
Fantasia VI., sopra due soggetti.
Fantasia sopra tre soggetti.
Fantasia XI. sopra quattro soggetti.
Partite sopra l'aria della romanesca.
Partite sopra la Monicha.
Partite sopra Ruggiero.
Partita sopra la follia.
Toccata VIII.
Toccata X.
Cappricio sopra la spagnoletta.
Capriccio sopra il cucco.
Capriccio sopra l'aria di Ruggerio.
Ricercare a quattro soggetti.
Ricercare sopra Fa Fa Sol La Fa.
Canzone.
Toccata per spinetta o per liuto.
Aria di romanesca.
Capriccio sopra la Girolometa.
Capriccio sopra la bergamasca.
Ricercare cromatico post il Credo.
Canzone.
Canzona.
Toccata cromatica

### Fünfter Band
- G. Frescobaldi:

Correnti e balletti.
Cento partite sopra il passacaglio.
Toccata in Sol min.
Toccata di durezze e ligature.
- G. M. Trabaci:

Toccata di durezze et legature
- G. Frescobaldi:

Toccata IX.
Canzona in Sol.
Canzona in Fa.
Aria detta balletto.
Gagliarde I – V.
Aria detta "La Frescobalda".
La Frescobalda, aria con variazioni.
Correnti.
Canzone francese detta "La Sabbatina".
Canzone francese detta "La Querina".
Passacaglia, trascrizione libera.
G. Picchi:
Toccata.
Pass'e mezzo antico di sei parti.
Saltarello del pass'e mezzo.
- A. Gabrieli:

Pass'e mezzo antico per organo
- G. Picchi:

Ballo detto "Il Pichi".
Ballo detto "Il Steffanin".
Ballo alla Polacha.
Ballo Ongaro.
Todesca.
Padoana ditta "La Ongara".
"L’Ongara" a un altro modo.

### Sechster Band
- S. Scheidt:

Passamezzo.
Corrente.
Corrente.
Canzone francese (cantio gallica): "Est-ce Mars".
Salmo: "Da Jesus an dem Kreuze stund".
Canzone sopra Ut Re Mi Fa Sol La.
Fuga contraria.
Toccata sopra "In te, Domine, speravi".
- H. Scheidemann:

Preludio a corale: "Dio sia lodato e benedetto".
- G. B. Fasolo:

Fuga.
- M. A. Rossi:

Toccata I – V.
Dieci correnti.
- T. Merula:

Sonata cromatica.
- F. Fontana:

Ricercare II, X, XI.
- J. J. Froberger.

Toccata I.
Toccata II.
Toccata VI., da sonarsi alla levatione.
Fantasia IV., sopra Sol La Re.
Canzone III.
Capriccio VI. Suite "Auf die Mayerin".
Suite III.
Suite IV.
Suite XII: Lamento di sopra la dolorosa perdiata della R. Maestà di Ferdinando IV, Re de Romani.

### Siebenter Band
- D. Strungk:

L’anima mia inalza il Signore, preludio a corale.
- W. Ebner:

36 variazioni sopra un'aria dell'Imperatore Ferdinando III.
- J. E. Kindermann:

Fuga.
- F. Roberday:

Fuga e capriccio in Re.
Fuga e capriccio in Fa.
- J. C. de Chambonnières:

Pezzi per clavicembalo.
- H. Dumont:

Preludio.
- J. A. Reinken:

18 partite diverse sulla "Meyerin".
- N. Gigault:

Allemanda a modo di fuga.
Fantasia a due voci per il "Tu solus altissimus".
Preludio.
Fuga del I. tono, a tre parti.
Fuga del I. tono, a quattro parti alla maniera italiana.
- J. R. von Kerll:

Toccata.
Toccata cromatica con durezze e ligature.
Canzona.
Toccata "tutta de salti".
Canzona.
Capriccio del cucu.
Battaglia.
Ciaccona.
Ricercata in cylindrum phonotacticum transferenda.
- J. d’Anglebert:

Pièces de clavecin.
Variations sur le Folies d'Espagne.
Chacone (Rondeau).
- G. B. de Lulli:

Menuet "Dans nos bois". Trascrizione di J. d'Anglebert
- J. d’Anglebert:

Fuga.
Fuga sullo stesso soggetto
- G. B. de Lulli:

Ouverture de "Cadmus". Trascrizione di J. d'Anglebert
- J. d’Anglebert:

Tombeau de Mr. de Chambonnières.
- J. Gaultier (le "vieux"):

Allemande au tombeau de Mazangeau

### Achter Band
- A. Poglietti:

Aria allemagna con alcune variazioni.
Ricercar per lo rossignolo.
Suite.
Canzon über dass Henner und Hannergeschrey.
- A. le Bègue:

Suite.
- L. Couperin:

Passacaglia.
Prélude (originale).
Lo stesso preludio, trascritto liberamente.
- G. Muffat:
- Grave e allegretto.

Toccata.
Passacaglia.
- D. Buxtehude:

Toccata.
Canzonetta.
Passacaglia.
Preludio a corale: Durch Adams Fall ist ganz verderbt.
Preludio a corale: Ein feste Burg ist unser Gott
- B. Pasquini:

Sonata in Fa.
Sonata per cembalo in Do.
Sonata per organo in Min minore.
Sonata per organo in Do.
Sonata per organo in Do.
Toccata del II. tono.
Toccata dell'VIII. tono.
Toccata del V. tono.
Ricercare del II. tono.
Ricercare. Toccata.
Partite diverse di follia.
Partite di follia.
Partite di bergamasca.
Toccata con lo scherzo del cucco.
Canzone francese.
Partita I.
Partita II.
Tre arie.
Sonata a due cembali

### Neunter Band
- J. C. Bach:

Sarabanda con variazioni.
- J. Krieger:

Partita.
- C. F. Pollaroli:

Capriccio in Re.
Capriccio in Do.
Sonata in Re min.
Sonata in Fa.
- A. Corelli:

Fuga.
Gavotta in Si min.
Gavotta in La.
Gavotta in Si♭.
Gavotta in Sol.
- J. Pachelbel:

Aria con variazioni.
Aria Sebaldina con variazioni.
Ach was soll ich Sünder machen, corale con variazioni.
Ciaccona. Fantasia.
Suite in Mi min.
Suite in Fa.
Suite in Sol min.
Suite in Sol min.
Fuga in Do.
Tre fughe sopra il "Magnificat". I. II. III.
H. Purcell:
Suite III.
Cinque pezzi da "Musick's handmaid" part. II.
Toccata.
Ouverture, aria e giga.
- A. Scarlatti:

Fuga in Mi min.
Fuga in Mi min.
Variazioni sulla "Folia di Spagna".
Toccata in La min.
Toccata in Sol.
Toccata in Sol min.
Toccata in La.
Toccata e fuga in Sol.
Toccata (grave, allegretto vivace, presto).
Fuga in La min.
Toccata in Sol.
Toccata in Re min

### Zehnter Band
- J. Kuhnau:

Partita in Fa.
Partita in Sol.
Partita in Mi min.
Partita in Si♭.
Sonata in Fa.
Sonata in Sol.
- F. X. A. Murschhauser:

Aria pastorale con variazioni.
- J. K. F. Fischer:

Praeludium.
Chaconne.
- J. B. Loeillet:

Suite.
- F. Couperin:

Ordre.
- L. Marchand:

Suite.
- A. B. della Ciaia:

Fuga in Do.
Fuga in La min.
- D. Zipoli:

Canzona.
Toccata.
Suite.
Partita.
- A. Vivaldi:

Concerto.
- G. Ph. Telemann:

Ouverture per il clavicembalo.
Cinque fughe.
- J. Mattheson:

Suite.
Quattro gighe.
Sarabanda con variazioni

### Elfter Band
- J. Ph. Rameau:

Suite in La min.
- J. F. Dandrieu:

Les caractères de la guerre.
- F. Durante:

Fuga in Fa min.
Toccata in Sol.
Studio in Re.
Divertimento in Do min.
Divertimento in La.
Toccata in La min.
- G. F. Händel:

Suite in Sol min.
Ciaccona.
- J. S. Bach:

Aria con variazioni.
- D. Scarlatti:

Suite in Fa min.
- B. Marcello:

Toccata in Do min.
Sonata in Si♭.
Concerto in Re min.
Toccata in Do min., libera trascrizione.
- N. Porpora:

Fuga in La.
Fuga in Si♭

### Zwölfter Band
- G. Muffat:

Tre pezzi della suite in Re.
- L. C. Daquin:

Les plaisirs de la chasse.
Il cou-cou.
- L. Leo:

Toccata in Sol min.
Toccata in Sol min.
Toccata in Do.
- J. A. Hasse:

Sonata, op. 7.
- G. B. Sammartini:

Sonata in Do.
- G. A. Paganelli:

Sonata in Sol.
Sonata in Fa.
- G. B. Pescetti:

Sonata in Sol min.
- G. B. Martini:

Sonata in Mi min.
Sonata in Fa min.
- B. Galuppi:

Sonata n Do min.
Sonata II., in Do min.
Sonata II., in do, trascrizione libera.
- W. F. Bach:

Capriccio.
- P. D. Paradies:

Sonata in Fa.
- J. L. Krebs:

Partita VI., in Mi♭

### Dreizehnter Band
- K. P. E. Bach:

Rondò.
Fantasia.
Sonata in La.
- F. W. Marpurg:

Preludio e capriccio.
La voltigeuse.
- J. P. Kirnberger:

Fuga a tre voci.
Gavotta.
Allegro für die Singuhr (Carillon).
- G. Benda:

Sonate in Sol min.
- J. E. Bach:

Fantasia e fuga.
- F. Bertoni:

Sonata in Mi♭.
- G. P. Rutini:

Sonata in La.
- J. Haydn:

Sonata in Mi♭.
- A. Sacchini:

Sonata in Fa.
- J. C. Bach:

Sonata in Si♭.
- J. W. Hässler:

Sonata in La min.
- F. Turini:

Sonata in Re♭.
- G. B. Grazioli:

Sonata in Sol.
- M. Clementi:

Scena patetica.
- W. A. Mozart:

Fantasia. Sonata in Do min

### Vierzehnter Band
- L. Cherubini:

Sonata n. 3, in Si♭.
- J. L. Dussek:

Sonatina, op. 20 n. 5.
Elegia armonica in forma di sonata, op. 61.
- F. Pollini:

Toccata in Mi♭, dall'op. 42.
- D. Steibelt:

Studio in Do min.
Studio in Do min.: Cantique.
Studio in Re.
Cosaque, rondeau.
- L. v. Beethoven:

Sette bagattelle, op. 33.
Sonata, op. 106.
- J. B. Cramer:

Studio in Do min.
Studio in Do.
Studio in Re.
Sans fracas, notturno, op. 109.
- J. N. Hummel:

La bella capricciosa, polacca, op. 55.
- J. Field:

Notturno in Mi♭.
Notturno in La.
Notturno in Mi♭.
Notturno in Do.
Rondò: Midi.
- F. Ries:

Fantasia, op. 109.
- K. M. v. Weber:

Sonata, op. 24

### Fünfzehnter Band
- Friedrich Wilhelm Michael Kalkbrenner:

L’Ange déchu. Gran fantasia, op. 144.
- Carl Czerny:

Studio, Op. 335 N. 18.
Studio, Op. 365 N. 45.
Devozione, op. 692 N. 18.
Le Capricieux, Op. 687 N. 3.
Esercizio sulle terze, op. 740 N. 39.
- Ignaz Moscheles:

Bacchanale, Op. 65, N.
Chiaro di luna sulla riva del mare, Op. 65 N. 9
- Franz Schubert:

Fantasia, Op. 15.
Impromptu, Op. 90 n. 3.
Tema e Variazioni Op. 142 N. 3.
- Joseph Christoph Kessler:

Studio, Op. 20 N. 3.
- Felix Mendelssohn Bartholdy:

Dolce con sentimento, op. 7 N. 1.
Con moto impetuoso, Op. 7 N. 2.
Presto e animato, Op. 7 N. 4.
Preludio e Fuga in Mi minore Op. 35 N. 1.
Romanza senza parole, op. 62 N. 1.
Romanza senza parole, op. 62 N. 2.
Romanza senza parole, op. 62 N. 3.
Romanza senza parole, op. 62 N. 4.
Romanza senza parole, op. 62 N. 5.
Romanza senza parole, op. 62 N. 6.
Scherzo a capriccio.
- Frédéric Chopin:

Rondò, Op. 1.
Notturno, Op. 48 N. 1.
Ballata IV., Op. 52.
Barcarola, Op. 60.
Polacca – Fantasia, op. 61.

### Sechzehnter Band
- Robert Schumann:

Die Davidsbündlertänze, Op. 6
Toccata, op. 7
Romanza, Op. 32 N. 3
Fughetta, op. 32 N. 4
- Franz Liszt:

Leggenda di S. Francesco d’Assisi: La predicazione agli uccelli
Rapsodia N. 12
Mefisto-Walzer
Reminiscenze del „Don Giovanni“
- Sigismund Thalberg:

Studio, op. 26 N. 5
Barcarola, op. 60
- Halfdan Kjerulf:

Idillio, Op. 4 N. 2
Berceuse, Op. 4 N. 3
Il genio dell’acqua
Scogli norvegesi
Canzone di Ingrid
Nostalgia
Marcia nuziale in Hardanger
- Stefano Golinelli:

Preghiera del mattino. Melodia
In morte di una giovinetta. Melodia
Studio, Op. 15 N. 9

### Siebzehnter Band
- J. J. Raff:

Gran Capriccio, Op. 10
- A. Fumagalli:

La Serenata. Barcarola, Op. 100 N. 18
- A. Rubinstein:

Rêve angélique, Op. 10 N. 22
Studio, Op. 23 N. 3
Studio, Op. 23 N. 5
- J. Brahms:

Variazioni e Fuga sopra un tema di Händel. Op. 34
Intermezzo, Op. 18 N. 6
Rapsodia, Op. 119 N. 4
- G. Sgambati:

Boîte à musique
Etude triomphael
- M. Esposito

Ballade, Op. 59 N.2
- G. Martucci:

Romanza: Tristezza, Op. 27 N. 1
Fantasia. Op. 51
- C. Albanesi:

Quatrième Barcarolle
- N. von Westerhout:
- Mesta Barcarola
- Cullandoti

- A. Longo:

Studio di seste, Op. 42 n. 2
Sarabanda, Op. 56 N. 1
Toccata, op. 56 N. 2
- G. Orefice:

Preludio e Fuga un soggetto di Meyerbeer

### Achtzehnter Band
- F. Busoni:

Una festa al villaggio: Op. 9: 1. Preparazione alla festa 2. Marcia trionfale 3. In chiesa
Minuetto, Op. 14
Preludio e Fuga, Op. 36
Preludio, Op. 37 N. 1
Preludio, Op. 37 N. 6
Preludio, Op. 37 N. 10
- F. Cilea:

Berceuse, Op. 20
Festa silane
- A. Zanella:

Tempo di Minuetto (N. 2), Op. 54
Primo Poemetto, Op. 65 N. 1
- A. Savasta:

Notturno, Op. 48
- D. Alaleona:

Rosa bianca
Crisantemo
Camelia
- R. Pick-Mangiagalli:[2]

Colloque au clair de lune. Lunaire
La danse d’Olaf. Lunaire
- L. Perrachio:[3]

Preludio N. 2
Preludio N. 17
Preludio N. 19
Preludio N. 23
Preludio N. 24
Preludio N. 25
- A. Casella:

In modo funebre
In modo barbaro
In modo elegiaco
In modo burlesca
- F. Santoliquido:[4]

Una lauda medieval
- P. Coppola:

Notturno (Studio in quarto)
- A. Veretti:[5]

Partita N. 1
- M. Castelnuovo-Tedesco:

Cantico
Tarantella scura
- S. Musella:

Marina
- E. Masetti:[6]

Sonatina a due voci
- M. Pilati:[7]

Fughetta a tre voci